# Nerkuppai
Nerkuppai é uma panchayat (vila) no distrito de Sivaganga, no estado indiano de Tamil Nadu.

## Demografia
Segundo o censo de 2001,  Nerkuppai  tinha uma população de 5691 habitantes. Os indivíduos do sexo masculino constituem 48% da população e os do sexo feminino 52%. Nerkuppai tem uma taxa de literacia de 55%, inferior à média nacional de 59.5%: a literacia no sexo masculino é de 66% e no sexo feminino é de 45%. Em Nerkuppai, 12% da população está abaixo dos 6 anos de idade.